# Campionats del món de ciclisme de muntanya de 1992
Els Campionats del món de ciclisme de muntanya de 1992 van ser la 3a edició dels Campionats del món de ciclisme de muntanya organitzats per la Unió Ciclista Internacional. Les proves tingueren lloc del 16 al 17 de setembre de 1992 a Bromont (Quebec) al Canadà.

## Resultats

### Camp a través
| Proves  | Or                   | Plata                     | Bronze               |
| Masculí | Henrik Djernis (DEN) | Thomas Frischknecht (SUI) | David Baker (GBR)    |
| Femení  | Silvia Fürst (SUI)   | Alison Sydor (CAN)        | Ruthie Matthes (USA) |

### Descens
| Proves         | Or                     | Plata              | Bronze                    |
| Masculí        | Dave Cullinan (USA)    | Jimmy Deaton (USA) | Christian Taillefer (FRA) |
| Femení         | Juli Furtado (USA)     | Kim Sonier (USA)   | Cindy Devine (CAN)        |
| Masculí júnior | Nicolas Vouilloz (FRA) | Tomàs Misser (ESP) | Thomas Damiami (ITA)      |
| Femení júnior  | Laetitia Holweck (FRA) | Rita Burgi (SUI)   | Malin Lindgren (SWE)      |

## Medaller
| Pos.  | País         | Or | Plata | Bronze | Total |
| 1     | Estats Units | 2  | 2     | 1      | 5     |
| 2     | França       | 2  | 0     | 1      | 3     |
| 3     | Suïssa       | 1  | 2     | 0      | 3     |
| 4     | Dinamarca    | 1  | 0     | 0      | 1     |
| 5     | Canadà       | 0  | 1     | 1      | 2     |
| 6     | Espanya      | 0  | 1     | 0      | 1     |
| 7     | Regne Unit   | 0  | 0     | 1      | 1     |
| 7     | Itàlia       | 0  | 0     | 1      | 1     |
| 7     | Suècia       | 0  | 0     | 1      | 1     |
| Total | Total        | 6  | 6     | 6      | 18    |